# هنري دو سان سيمون

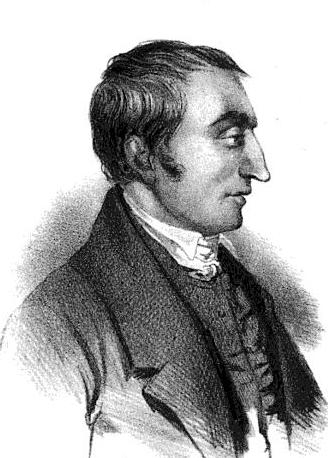
سان سيمون

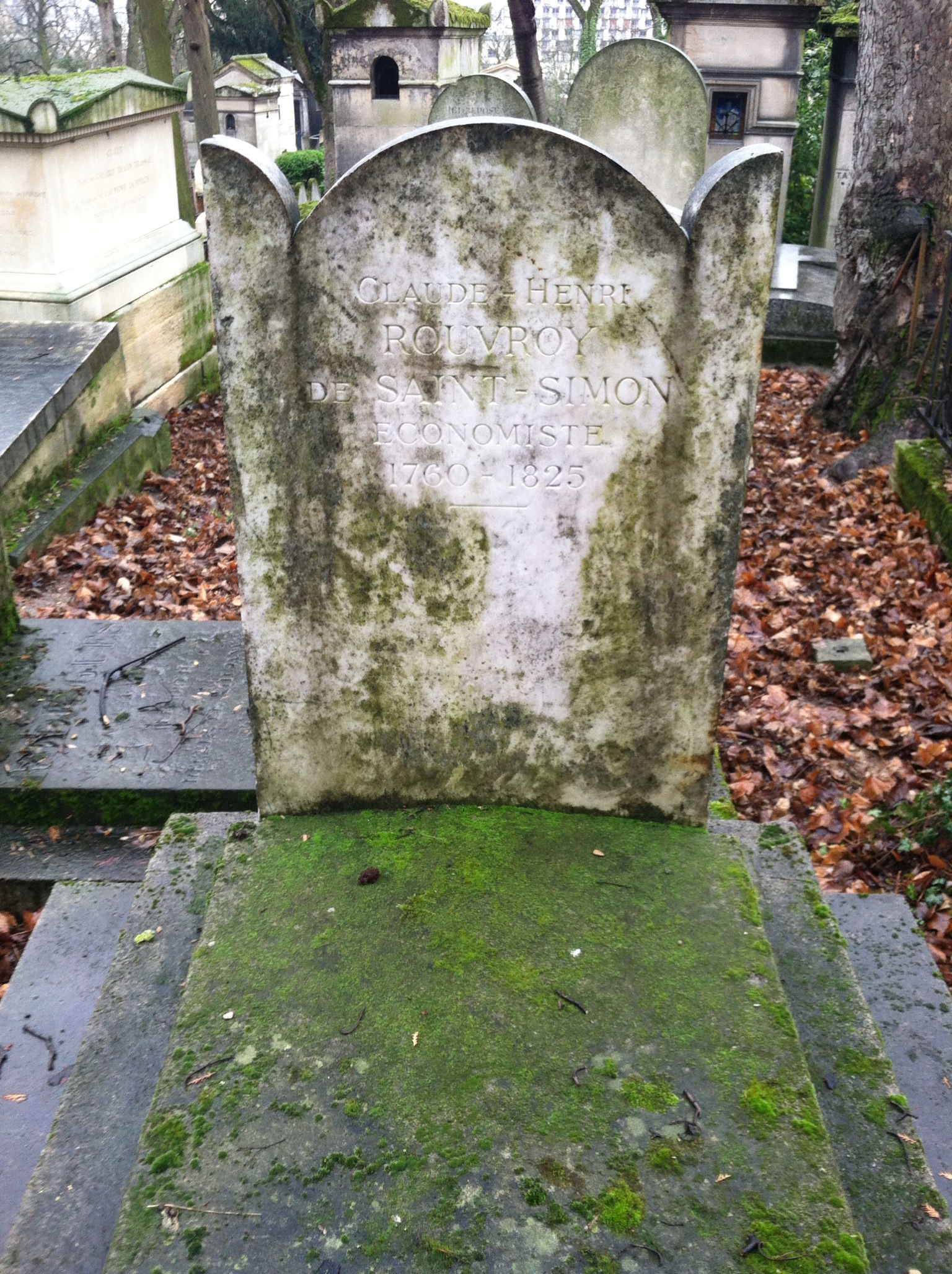
قبر دو سان سيمون في مقبرة بير لاشيز، باريس

الكونت كلود هنري دي سان سيمون دورفروا (بالفرنسية: Claude Henri de Rouvroy, comte de Saint-Simon)، الباريسي النشأة، ولد عام 1760م، وكان فيلسوفا فرنسيا يميل إلى مبدأ تدخل الدولة في الحياة الاقتصادية.
وكانت دعوته موجهة إلى الاهتمام بالصناعة، ونوه إلى أهمية الحياة البرلمانية في الاقتصاد، ودعى إلى أن يكون البرلمان مكونا من ثلاثة مجالس هي:
- مجلس الاختراع.
- مجلس الفحص.
- مجلس التنفيذ.

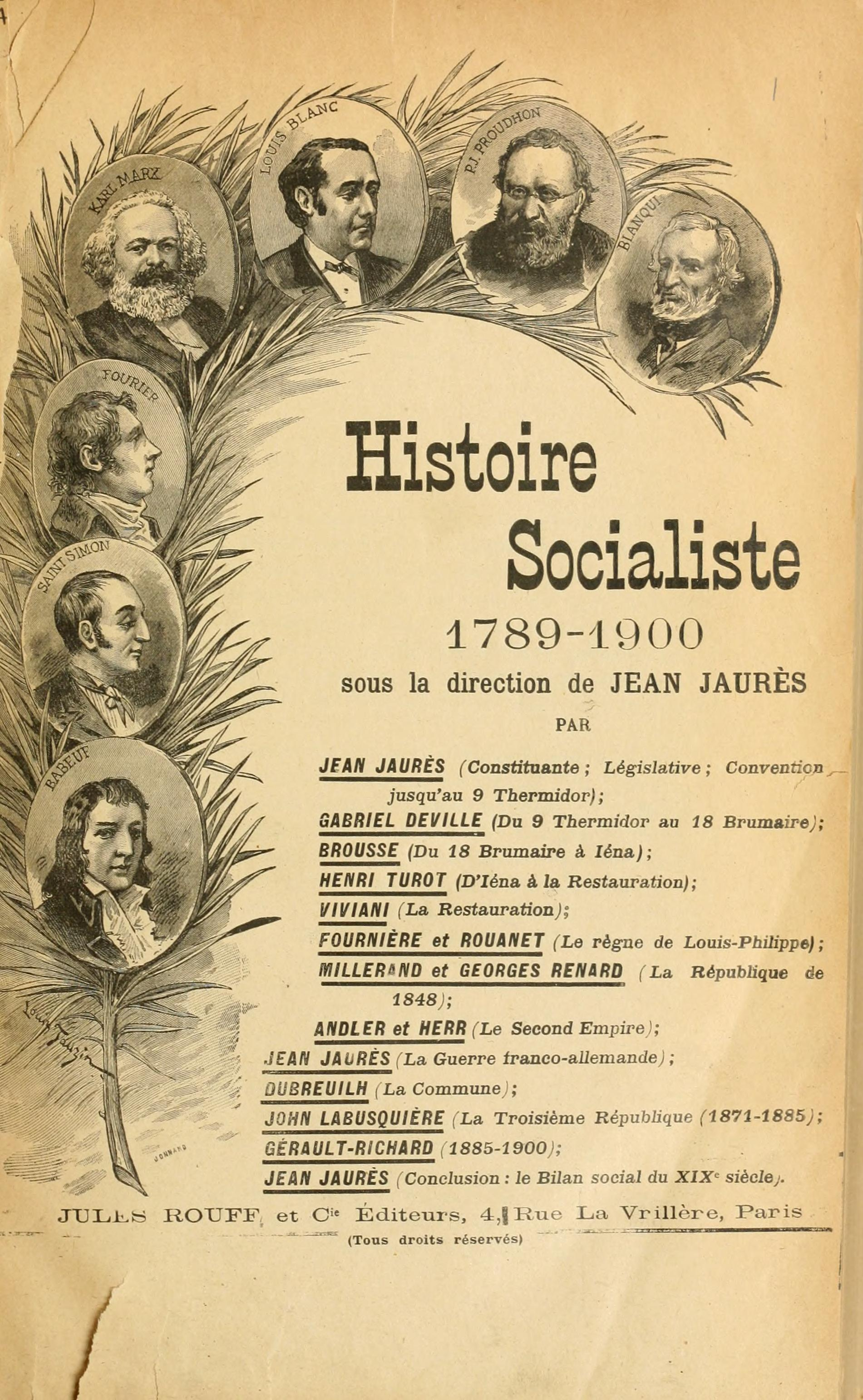
صورته ضمن كتاب عن تاريخ الاشتراكية

وبذلك تتمثل في الحكومة هيئات من قطاعات الصناعة والتجارة والزراعة والمهندسين.
من الآراء التي كان يبشر بها دعوته إلى تكافؤ الفرص لا التجانس الكامل.
واشترك سان سايمون في الثورة الأمريكية مدفوعا بحماسه وإخلاصه، وأيد الثوار الفرنسيين في فرنسا. وتعرض في حياته إلى الجوع والتشرد، وتحمل الكثير من الصعاب في صراعه الطويل من أجل صياغة أفكاره ونظرياته التي كان يرمي منها قيام مجتمع عادل، ومن أشهر مؤلفاته (المسيحية الجديدة).
وكان من أتباع سايمون الفيلسوف أوغست كونت، والمهندس فرديناند دي لسبس الذي قام بحفر قناة السويس في مصر.
ولكن يلاحظ أن مذهب سان سايمون الذي حمله أتباعه (سان سيمونيون) فيما بعد كان مذهبا إشتراكيا ويدعو إلى إلغاء الميراث. وكان من رأيهم أن انتقال الثروة يجب عدم تقييده بالعائلة وإنما يجب أن تؤول هذه الثروة بعد وفاة صاحبها إلى الدولة.
ويدعو أنصار هذا المذهب إلى أن تتولى الدولة تنظيم الإنتاج وتعهد به إلى المقتدرين لمصلحة المجموع العام. وأن تعهد إلى كل شخص من العمل بما يتناسب ودرجة كفاءته وتقيم هذه الكفاءة بالقدر المنتج من العمل. ويجب على السلطة أن تسلم إلى الصناعيين لا للعلماء، لأنهم هم الرؤساء الحقيقيون للشعب، فهم الذين يقودونه في أعماله اليومية. فالأمة هي ورشة صناعية واسعة، تزول فيها فروق المولد والنسب، وتبقى اختلافات القدرات. وقد كانت آراؤه وراء بدايات «العلم الوضعي» والاشتراكية.
ورأى أنصار سان سيمون في دولة مصر، وحكم محمد علي فرصة لتطبيق أفكارهم، لذا فقد سافر الكثير منهم إلى مصر للمساهمة في نهضتها
توفي سان سايمون في 19 أيار /مايو عام 1825م. دفن في مقبرة بير لاشيز في باريس في فرنسا.

## أفكاره

### الثورة الصناعية
نشر سان سيمون في عام 1817 بيانًا يدعى «إعلان المبادئ» في عمله المنشور بعنوان «الصناعة». تمحور الإعلان حول مبادئ أيديولوجية تسمى الصناعة، دعت إلى إنشاء مجتمع صناعي يقوده أشخاص ينتمون إلى الطبقة الصناعية بحسب تعريفه؛ إذ عرّف سان سيمون الطبقة الصناعية أو الطبقة العاملة بأنها الطبقة التي تشمل جميع الأشخاص المشاركين في العمل المنتج المساهم في بناء المجتمع مع التركيز على العلماء والصناع بالإضافة إلى المهندسين، ورجال الأعمال، والمدراء، والمصرفيين، والعمال اليدويين، وغيرهم.
قال سان سيمون إن التهديد الرئيسي لاحتياجات الطبقة الصناعية كان فئة أخرى أشار إليها على أنها فئة العاطلين عن العمل، وهم عبارة عن أشخاص قادرين على العمل لكنهم يفضلون أن يكونوا متطفلين ومستفيدين من أعمال الآخرين. عزى سان سيمون أصول هذا النشاط الطفيلي من قبل العاطلين إلى ما اعتبره الكسل الطبيعي للبشرية، وكان يعتقد أن الأدوار الاقتصادية الرئيسية للحكومة تتمثل في ضمان عدم عرقلة النشاط الإنتاجي في الاقتصاد، والحد من الخمول في المجتمع.
انتقد سان سيمون بشدة في الإعلان امتداد واتساع تدخل الحكومة في الاقتصاد بما يتجاوز الدورين الاقتصاديين الرئيسيين سابقي الذكر قائلًا: إن الحكومة تصبح «عدوًا مستبدًا للصناعة» عند تجاوزها تلك الأدوار، وإن الاقتصاد الصناعي سينخفض نتيجة لهذا التدخل الحكومي المفرط. شدد سان سيمون على ضرورة الاعتراف بجدارة الفرد والحاجة إلى التسلسل الهرمي في المجتمع والاقتصاد كامتلاك منظمات بتسلسل هرمي معتمد على جدارة الفرد من المدراء والعلماء ليكونوا صناع القرار في الحكومة. كانت وجهات نظره وآراءه ثورية حينها؛ إذ بناها على أسس تنويرية متحديًا التعاليم الكنسية والأنظمة القديمة بأفكار تقدمية حول الصناعة والعلوم.
بعد تأثره الشديد بغياب الامتياز الاجتماعي الذي رآه في الولايات المتحدة الوليدة، تخلى سان سيمون عن لقبه الأرستقراطي، وأصبح مؤيدًا لحكم الجدارة (أو حكم الأخيار)، وأصبح مقتنعًا بأن العلم مفتاح التقدم ويمكن تحقيق تطوير المجتمع بالاعتماد على المبادئ العلمية الموضوعية. رأى سان سيمون أن المجتمع الإقطاعي في فرنسا وأماكن أخرى يحتاج إلى حل، ورأى أيضًا وجوب الانتقال بهذا المجتمع ليصبح مجتمعًا صناعيًا، وعلى هذا النحو ابتكر سان سيمون مفهوم المجتمع الصناعي.
تأثرت آراء وأفكار سان سيمون الاقتصادية بآدم سميث وأطلق عليه مادحًا لقب «آدم سميث الخالد». شارك سان سيمون سميث الاعتقاد بوجوب انخفاض الضرائب للحصول على نظام صناعي أكثر عدلًا، أراد سان سيمون أيضًا التقليل من تدخل الحكومة في الاقتصاد لمنع إعاقة العمل المنتج، لكن سيمون أكد بشكل أكبر على أن إدارة الدولة للاقتصاد متطفلة ومعادية للإنتاج. حاكى نموذج المجتمع الذي قدمه سيمون الأساليب العلمية لعلم الفلك، وقال: «إن علماء الفلك يقبلون فقط تلك الحقائق التي يمكن التحقق منها بالملاحظة؛ لقد اختاروا النظام الأمثل، ومنذ ذلك الوقت لم يقودوا العلم على نحو ضال».
استعرض سان سيمون الثورة الفرنسية واعتبرها ثورة مدفوعة بالتغيير الاقتصادي والصراع الطبقي. اعتقد في تحليله لذلك أن حل المشكلات التي أدت إلى الثورة الفرنسية هو إنشاء مجتمع صناعي يكون فيه التسلسل الهرمي وحكم الجدارة واحترام العمل المنتج أساس المجتمع، بينما تقل أهمية التسلسل الهرمي الوراثي والعسكري في المجتمع لأنهم غير قادرين على قيادة مجتمع منتج.
وصف كارل ماركس سان سيمون بأنّه من «الاشتراكيين الطوباويين»، ولكن المؤرخ آلان ريان اعتبر بعض أتباع سان سيمون، وليس سان سيمون نفسه، مسؤولين عن صعود الاشتراكية الطوباوية (الاشتراكية الخيالية) التي استندت على أفكار سان سيمون.

### الإقطاعية والأرستقراطية
دعا سيمون في معارضته للنظام الإقطاعي والعسكري إلى شكل من أشكال الاشتراكية التكنوقراطية، وهو ترتيب يجب على الزعماء الصناعيين أن يسيطروا فيه على المجتمع؛ على غرار الملك الفيلسوف لأفلاطون. رأى سان سيمون بأن التوجه الروحي للمجتمع في العصور الوسطى ينبغي أن يكون نحو رجال العلم بدلًا من رجال الكنيسة؛ فمن حق الرجال الذين ينظمون المجتمع للقيام بعمل منتج أن يحكموه. لا يوجد الصراع بين العمل ورأس المال الذي أكدت عليه الاشتراكية اللاحقة في أعمال سان سيمون، ولكن برأيه ينبغي على الزعماء الصناعيين المسيطرين على الإنتاج أن يحكموا وفقًا لمصلحة المجتمع. تلقت قضية الفقراء في وقت لاحق المزيد من اهتمامه لتصبح كما الدين، وذلك في كتابه «المسيحية الجديدة». أدّى هذا التطور في أفكاره إلى شجاره الأخير مع كومت.

### آراؤه الدينية
لم يكن سان سيمون مهتمًا باللاهوت قبل نشره لكتاب «المسيحية الحديثة»، ففي هذا العمل يسبر سان سيمون الإيمان بالله هادفًا إلى اختزال المسيحية وصولًا لعناصرها البسيطة والأساسية. فعل سان سيمون هذا من خلال مسحه للدوغماتية والعقد وغيرها من العيوب المتواجدة في الكاثوليكية والبروتستانتية. طرح سان سيمون هذا المبدأ باعتباره الصيغة الشاملة للمسيحية الجديدة: «يجب على المجتمع بأسره أن يسعى إلى تحسين الوجود الأخلاقي والمادي للفئات الأكثر فقرًا؛ يجب على المجتمع أن ينظم نفسه على أفضل وجه لتحقيق هذه الغاية»، وقد أصبح هذا المبدأ بعد ذلك شعارًا لكل مدرسة سان سيمون الفكرية.

## تأثيره
كانت آراء سان سيمون خلال حياته ذات تأثير ضئيل للغاية، إذ لم يتبق سوى عدد قليل من التلاميذ المخلصين الذين واصلوا الدعوة إلى مذهب أستاذهم الذي كانوا يعتبرونه نبيًا. وقد كان أوغست كومت التلميذ الأكثر شهرة بالنسبة إلى سان سيمون، بينما كان أوليندي رودريغيز تلميذ سان سيمون المفضل، بالإضافة إلى بارثيلمي بروسبر إينفانتين الذين تلقوا معًا آخر تعاليم سان سيمون. كانت خطوتهم الأولى هي إنشاء مجلة سُميّت بـ «المنتِج» لكنها توقفت في عام 1826. بدأت طائفة سان سيمون في النمو، وقبل نهاية عام 1828، عقدت اجتماعات في باريس والعديد من المدن الأخرى.
امتلكت مسيرة تأثيره تطورًا مهمًا في عام 1828، قام به أماند بازارد الذي قدم «عرضًا كاملاً لعقيدة سان سيمون» في جولة طويلة من المحاضرات في باريس حضرها عدد كبير من الحضور. جلبت ثورة يوليو عام 1830 حرية جديدة للإصلاحيين الاشتراكيين لينشروا بذلك إعلانًا يطالب بالملكية العامة، وحق تصويت المرأة، وإلغاء حق الميراث.
ادّعت الكاتبة النسوية والاشتراكية الفرنسية فلورا تريستان (1803-1844) أن ماري ولستونكرافت مؤلفة كتاب «دفاع عن حقوق المرأة» توقعت أفكار سان سيمون قبل جيل.
استُخدم اسما سان سيمون وفورييه في رواية «الشياطين» لفيودور دوستويفسكي كإهانات موجهة لآخرين من قبل العديد من الشخصيات النشطة سياسيًا.

## أعماله
كتب سان سيمون روايات مختلفة عرض فيها آرائه:
- رسائل أحد سكان جنيف إلى معاصريه (1803).
- الصناعة (1816-1817).
- السياسة (1819).
- المنظم (1819-1820).
- من النظام الصناعي (1822).
- التعليم المسيحي للصناعيين (1823-1824).
- المسيحية الجديدة (1825).
- نُشرت نسخة من أعمال سان سيمون وإنفانتين من قبل الناجين من الطائفة (47 مجلد- باريس- 1865- 1878).

## روابط خارجية
- هنري دو سان سيمون على موقع الموسوعة البريطانية (الإنجليزية)
- هنري دو سان سيمون على موقع إن إن دي بي (الإنجليزية)